# Ayala
För andra betydelser, se Ayala (olika betydelser).
Ayala är ett efternanm.

## Personer med efternamnet
- Adelardo López de Ayala, spansk dramatiker
- Celso Ayala (född 1970), paraguayansk fotbollsspelare
- Daniel Ayala, spansk fotbollsspelare
- Daniel Ayala Peréz, mexikansk kompositör
- Eusebio Ayala (1875–1942), paraguayansk politiker, president
- Francisco Ayala (författare), spansk författare
- Francisco J. Ayala, spansk-amerikansk biolog och filosof
- Franklin Ayala, auktor
- Hugo Ayala (född 1987), mexikansk fotbollsspelare
- Ricardo Ayala, biolog
- Luis Ayala, chilensk tennisspelare
- Pero López de Ayala, spansk historiker och skald
- Ramón Pérez de Ayala, spansk författare
- Roberto Ayala, argentinsk fotbollsspelare